# Ладислав I Кан
Ласло или Ладислав I Кан (венг. Kán nembeli (I.) László; умер после 1247 года) — крупный венгерский барон, который занимал ряд важных должностей во время правления королей Андраша II и Белы IV.

## Семья
Представитель венгерского клана Кан. Один из сыновей Юлия I Кана (? — 1237), одного из самых доверенных дворян короля Андраша II, и Елены из неизвестной семьи. У него был брат Юлий II, который служил главным виночерпием с 1222 по 1228 год. У Ладислава от неизвестной жены было три сына: Ладислав II (? — 1278), занимавший посты воеводы Трансильвании (1263—1264, 1275—1276) и королевского судьи (1273), Юлиус III, и прелат Миклош Кан (? — 1279), архиепископа Эстергома (1273, 1276—1278) . Внуком Ладислава I был крупный венгерский олигарх Ладислав III Кан, который фактически самостоятельно правил Трансильванией на рубеже XII-XIV веков.

## Карьера
Его отец занимал самые важные придворные должности, когда началась карьера Ладислава. Он впервые упоминается как конюший (лат. maresc[h]alcus) в 1217 году, в то время как Юлий Кан занимал пост палатина Венгрии при короле Андраше II. Ладислав Кан — это первый известный носитель этой должности, так как в XII веке не было носителей этой должности. Он занимал свою должность до 1221 года. С 1220 по 1221 год Ладислав также исполнял обязанности ишпана комитата Пожонь. Тем временем Ладислав участвовал в пятом крестовом походе (1217—1218), когда последовал за своим королём в Святую Землю вместе с несколькими другими баронами. В это время его отец палатин Юлий I Кан и Иоанн, архиепископ Эстергомский, в отсутствие короля управляли Венгерским королевством. Вернувшись домой, Ладислав был назначен ишпаном комитата Ваш в 1223 году.
В 1224 году Ладислав Кан был избран королевским судьёй впервые, в то же самое время, когда его отец служил второй срок в качестве палатина Венгрии, таким образом, они вместе занимали две самые высшие должности при венгерском королевском дворе. Ладислав был королевским судьёй до 1230 года. Кроме того, он был ишпаном комитатов Бекеш (1224), Нитра (1224—1225) и Бач (1226—1230). В 1232—1234 годах он исполнял обязанности ишпана комитата Мошон. Пожилой Андраш II назначил его королевским судьёй во второй раз в 1234 году, он сохранял это достоинство до следующего года. Ладислав Кан также снова управлял комитатом Бач в качестве ишпана.
Андраш II умер в сентябре 1235 года, что имело серьёзные последствия как для личной жизни, так и для политической карьеры Ладислава. Бела IV, который унаследовал отцовский престол без сопротивления, долгое время выступал против «бесполезных и ненужных вечных даров» своего отца и также хотел построить новую базу власти. После коронации он уволил и наказал многих ближайших советников своего отца. Финансовый эксперт Дениш, сын Ампуда, был ослеплён, в то время как отец Ладислава Юлий I Кан был заключён в тюрьму и умер в заключении в 1237 году. Сам Ладислав избежал казни или тюрьмы, но на долгие годы потерял политическое влияние. Тем не менее, он служил в качестве ишпана комитата Шомодь в 1236—1239 годах.
11 апреля 1241 года Ладислав Кан принял участие в катастрофической для венгров битве при Мохи. Когда монголы преследовали отряды прелата Бартоломея Ле Гроса, епископа Печа, Ладислав Кан и его солдаты спасли жизнь прелата. После этого Ладислав вновь обрёл своё прежнее влияние при королевском дворе. Он уже был назначен королевским судьёй Белой IV в 1242 году.
В том же году Ладислав Кан был повышен до должности палатина Венгрии, а также получил титул ишпана комитата Шомодь. Он занимал эти должности до 1244 или 1245 года, и согласно не аутентичным королевским хартиям, он был палатином ещё в 1246 году. После этого он служил в качестве бана Славонии в 1245—1247 годах под титулом «banus et dux» («бан и герцог»), сменив Дениша Турье. В 1247 году Ладислав Кан был избран королевским судьёй в четвёртый и последний раз.